# Heinz Israel
Heinz Israel (* 7. Juni 1937 in Ebersbach) ist ein deutscher Gebrauchsgrafiker und Maler.

## Leben und Werk
Israel absolvierte ab 1951 eine Lehre als Werkzeugmacher und arbeitete in seinem Beruf. Von 1961 bis 1963 studierte er u. a. bei Karl-Heinz Leue an der Fachschule für angewandte Kunst Magdeburg und von 1963 bis 1964 an der Fachschule für Werbung und Gestaltung in Berlin-Schöneweide Grafikdesign und Schriftgrafik. Bis 1968 hatte er eine Anstellung als Gebrauchsgrafiker, und danach arbeitete er in Möser freischaffend als Gebrauchsgrafiker. Er schuf als Auftragsarbeiten insbesondere Werbeplakate, Firmensignets und Piktogramme, wobei er vor allem Aufträge von Volkseigenen Betrieben erhielt. 1988 wurde Israel mit dem Kunstpreis der Stadt Burg geehrt. Seit nach der deutschen Wiedervereinigung Aufträge ausblieben arbeitet Israel mit Erfolg als freier Maler, Grafiker und, vor allem in Stein und Holz, als Bildhauer. Um 2004 entdeckte er die Technik des Email für sich. Besonders beeindruckte ihn auf seinen Reisen die Landschaft Irlands, zu der er eine Anzahl von Arbeiten schuf, u. a. bei einem Aufenthalt im Cranach-Haus in Wittenberg.
Israel publizierte 2016 mit dem Schriftsteller Ludwig Schumann (1951–2019) im ost-nordost Verlag, unter dem Titel Lebenslinien als Künstlerbuch seine Lebenserinnerungen.

## Mitgliedschaften
- 1968 bis 1990: Verband Bildender Künstler der DDR
- ab 2007: Bund Bildender Künstlerinnen und Künstler für Niedersachsen e.V. - Bezirksgruppe Braunschweig

## Rezeption
„… bleibt er seiner künstlerischen Linie treu: abstrakte Spielereien aus Form und Farbe, oftmals düster, fast psychedelisch, die ihren plastischen Sinn meist erst auf den zweiten Blick offenbaren.“
Ronny Schoof, Journalist

## Werke (Auswahl)

### Gebrauchsgrafik
- Abwaschproblem? Wir haben es gelöst! (1971; Werbeplakat für das Geschirrspülmittel Mühli)[3]

### Buchillustration (Auswahl)
- Heinz Kruschel: Der große Teufelsrochen. Geest-Verlag Vechta-Langförden 2003

## Ausstellungen (unvollständig)

### Einzelausstellungen
- 2005: Druxberge, Kleine Galerie Druxberge
- 2010: Druxberge, Kleine Galerie Druxberge[4]
- 2013: Haldensleben, Kunstgalerie in der KulturFabrik („Reflexionen“, Malerei und Skulptur)[5]
- 2019: Braunschweig, OKS-Galerie („Momente“)
- 2021: Friedrichskoog, Haus des Kurgastes („Dialoge“; Aquarelle, Öl- und Acrylarbeiten, Emaille-Bilder und Skulpturen)[6]

### Teilnahme an zentralen und wichtigen regionalen Ausstellungen in der DDR
- 1974, 1979 und 1984: Magdeburg, Bezirkskunstausstellungen
- 1977: Magdeburg, Kulturhistorisches Museum („Gebrauchsgraphik“)
- 1982/1983 und 1987/1988; Dresden, IX. und X. Kunstausstellung der DDR
- 1985: Berlin, Berliner Stadtbibliothek („Marken und Zeichen aus der DDR“)